# Mohamed Saleh Hadj Haidara
Mohamed Saleh Hadj Haidara, född 24 oktober 1974, är en friidrottare från Bahrain. Han deltog vid olympiska sommarspelen 2000.